# Giovanni Tommaso Minadoi
Giovanni Tommaso Minadoi, latinizzato come Ioannes Thomas Minadous (Ferrara, 1549 circa – Firenze, 29 maggio 1615), è stato un medico e storico italiano cittadino della Repubblica di Venezia.
Fu autore di un resoconto della guerra ottomano-safavide (1578-1590).

## Biografia
Nacque intorno al 1549 a Ferrara da Giovanni Battista Minadoi, medico.
Nel 1551 la sua famiglia si trasferì a Rovigo, dove frequentò le prime scuole. In seguito s'iscrisse all'Università di Padova dove conseguì il dottorato in medicina il 29 marzo 1576. Operò a Rovigo e a Venezia.
Nel 1578 Teodoro Balbi, neoeletto console in Siria, gli offrì l'opportunità di accompagnarlo ad Aleppo come medico personale. In Siria progettò di scrivere la storia della guerra combattuta nel 1578 tra il sultano Murad III e Mohammed Khodabanda il Cieco. Tornò a Venezia nel 1583.
Fu incaricato dai Gonzaga di curare il duca Guglielmo, con artrite e rachitismo, malattie ereditarie dei Gonzaga. Nel 1584 al servizio del console Giovanni Michiel tornò in Siria dove rimase per due anni, durante i quali fu inviato per due volte a Costantinopoli.
Rientrato in Italia, donò semi e piante che aveva raccolto all'Orto botanico di Padova.
A Rovigo il 26 aprile 1587 sposò Lucia Cezza di Bartolomeo, imparentandosi così con una delle famiglie più ricche della città, ma non ebbero discendenza. Pubblicò a Roma nello stesso anno la sua opera storica, la Historia della guerra fra Turchi et Persiani, dedicata a papa Sisto V, una rara testimonianza europea dell'epoca del mondo persiano. A Rovigo divenne membro dell'Accademia dei Concordi.
Si dedicò alla professione di medico a Udine tra il 1589 e il 1595.
Nel 1596 gli fu assegnata la cattedra di medicina a Padova; Galileo Galilei, suo collega in quella università, lo descrisse nel 1607 come un uomo «di aspetto grato, gioviale et di maniere e costumi piacevoli et honesti» tuttavia, per quanto riguarda la sua capacità professionale come medico, confessò di non poter indicare «esperienze segnalate particolari».
Morì nel 1615 a Firenze.

## Opere
- Historia della guerra fra Turchi et Persiani, Roma, I. Tornerio - B. Donangeli, 1587; Venezia, A. Muschio - B. Barezzi, 1588.